# Хімічний лазер
Хімічний лазер (англ. chemical laser) — лазер, в якому збудження та інверсія заселеності випромінюючих частинок відбувається внаслідок хімічної реакції. Типовими представниками є HF та DF лазери з випроміненням в інфрачервоній області.